# 余家安
余家安（英語：Bruce Yu Ka-on，1961年—2022年7月28日），香港電影美術指導、服裝造型設計。1986年，余家安為電影《最佳拍檔之千里救差婆》首次擔任服裝設計，自此踏入電影行業，在過百部電影中從事美術及服裝造型設計工作，曾四度獲得香港電影金像獎最佳服裝造型設計獎項。此外，他亦涉足音樂唱片及演唱會造型等領域。

## 概述
1961年生於香港，中學畢業後曾於香港時裝設計學院進修，1986年，此前未曾參與過電影相關工作的余家安在朋友引薦下為林嶺東的電影《最佳拍檔之千里救差婆》擔任了部分的服裝設計工作，由此引起了徐克的注意，並邀請他為自己的電影《英雄本色》擔任服裝設計，片中周潤發飾演的「Mark哥」大衣搭配西裝和墨鏡這一風靡一時的造型即出自余家安之手。
1993年，第12屆香港电影金像奖首次設置最佳服裝造型設計獎項，余家安即憑《審死官》和《笑傲江湖II東方不敗》（與張叔平共同提名）兩作入圍，並憑後者獲獎；此後曾20次入圍該獎項，又憑《狄仁傑之通天帝國》（2011年）、《西遊伏妖篇》（2018年，與利碧君共同提名）和《九龍城寨之圍城》（2025年，與葉嘉茵共同提名）拿下獎座：其中，在2018年時，除了《西遊伏妖篇》外，余還憑《追龍》和《悟空傳》共計三片同時入圍；而《九龍城寨之圍城》則為其遺作之一，唯其作風低調，歷次得獎均為他人代領。此外他亦多次提名香港電影金像獎最佳美術指導、金馬獎最佳美術設計和最佳造型設計獎項。除電影領域外，余家安亦有涉足唱片、演唱會造型設計等領域，如梅艷芳在《鏡花水月》專輯中的形象就由其設計。
2022年8月3日，余家安家屬發出訃告，余家安於2022年7月28日離世，享年61歲。

## 奖项
| 时间 | 颁奖典礼             | 奖项             | 影片                   | 结果 |
| ---- | -------------------- | ---------------- | ---------------------- | ---- |
| 1992 | 第29屆金馬獎         | 最佳造型設計     | 《笑傲江湖II東方不敗》 | 提名 |
| 1993 | 第12屆香港電影金像獎 | 最佳服裝造型設計 | 《笑傲江湖II東方不敗》 | 獲獎 |
| 1993 | 第12屆香港電影金像獎 | 最佳服裝造型設計 | 《審死官》             | 提名 |
| 1994 | 第13屆香港電影金像獎 | 最佳服裝造型設計 | 《東方三俠》           | 提名 |
| 1995 | 第32屆金馬獎         | 最佳造型設計     | 《呆佬拜寿》           | 提名 |
| 1997 | 第16屆香港電影金像獎 | 最佳服裝造型設計 | 《新上海灘》           | 提名 |
| 1997 | 第16屆香港電影金像獎 | 最佳美术指导     | 《新上海灘》           | 提名 |
| 1997 | 第34屆金馬獎         | 最佳美術設計     | 《半生緣》             | 提名 |
| 1998 | 第17屆香港電影金像獎 | 最佳美術指導     | 《半生緣》             | 提名 |
| 1998 | 第35屆金馬獎         | 最佳美術設計     | 《玻璃之城》           | 提名 |
| 1999 | 第18屆香港電影金像獎 | 最佳服裝造型設計 | 《真心英雄》           | 提名 |
| 1999 | 第18屆香港電影金像獎 | 最佳服裝造型設計 | 《玻璃之城》           | 提名 |
| 1999 | 第18屆香港電影金像獎 | 最佳美術指導     | 《玻璃之城》           | 提名 |
| 1999 | 第18屆香港電影金像獎 | 最佳美術指導     | 《愈快樂愈墮落》       | 提名 |
| 2000 | 第19屆香港電影金像獎 | 最佳服裝造型設計 | 《特警新人類》         | 提名 |
| 2000 | 第19屆香港電影金像獎 | 最佳美術指導     | 《特警新人類》         | 提名 |
| 2001 | 第20屆香港電影金像獎 | 最佳服裝造型設計 | 《特警新人類2》        | 提名 |
| 2002 | 第21屆香港電影金像獎 | 最佳服裝造型設計 | 《鍾無艷》             | 提名 |
| 2002 | 第21屆香港電影金像獎 | 最佳美術指導     | 《鍾無艷》             | 提名 |
| 2003 | 第40屆金馬獎         | 最佳美術設計     | 《向左走·向右走》      | 提名 |
| 2004 | 第23屆香港電影金像獎 | 最佳美術指導     | 《向左走·向右走》      | 提名 |
| 2004 | 第23屆香港電影金像獎 | 最佳美術指導     | 《大隻佬》             | 提名 |
| 2004 | 第23屆香港電影金像獎 | 最佳服裝造型設計 | 《大隻佬》             | 提名 |
| 2006 | 第25屆香港電影金像獎 | 最佳服裝造型設計 | 《情癲大聖》           | 提名 |
| 2010 | 第47屆金馬獎         | 最佳造型設計     | 《狄仁傑之通天帝國》   | 提名 |
| 2011 | 第5屆亞洲電影大獎    | 最佳造型設計     | 《狄仁傑之通天帝國》   | 提名 |
| 2011 | 第30屆香港電影金像獎 | 最佳服裝造型設計 | 《狄仁傑之通天帝國》   | 獲獎 |
| 2013 | 第50屆金馬獎         | 最佳造型設計     | 《西遊降魔篇》         | 提名 |
| 2014 | 第33屆香港電影金像獎 | 最佳服裝造型設計 | 《西遊降魔篇》         | 提名 |
| 2014 | 第33屆香港電影金像獎 | 最佳服裝造型設計 | 《狄仁傑之神都龍王》   | 提名 |
| 2014 | 第8屆亞洲電影大獎    | 最佳造型設計     | 《狄仁傑之神都龍王》   | 提名 |
| 2014 | 第51屆金馬獎         | 最佳造型設計     | 《狄仁傑之神都龍王》   | 提名 |
| 2018 | 第37屆香港電影金像獎 | 最佳服裝造型設計 | 《追龍》               | 提名 |
| 2018 | 第37屆香港電影金像獎 | 最佳服裝造型設計 | 《悟空傳》             | 提名 |
| 2018 | 第37屆香港電影金像獎 | 最佳服裝造型設計 | 《西遊伏妖篇》         | 獲獎 |
| 2019 | 第38屆香港電影金像獎 | 最佳服裝造型設計 | 《西遊記之女兒國》     | 提名 |
| 2019 | 第38屆香港電影金像獎 | 最佳服裝造型設計 | 《狄仁傑之四大天王》   | 提名 |
| 2022 | 第40屆香港電影金像獎 | 最佳服裝造型設計 | 《智齒》               | 提名 |
| 2022 | 第59屆金馬獎         | 最佳造型設計     | 《智齒》               | 提名 |
| 2024 | 第42屆香港電影金像獎 | 最佳服裝造型設計 | 《命案》               | 提名 |
| 2024 | 第42屆香港電影金像獎 | 最佳美術指導     | 《命案》               | 提名 |
| 2025 | 第18届亚洲电影大奖   | 最佳造型設計     | 《九龍城寨之圍城》     | 提名 |
| 2025 | 第43屆香港電影金像獎 | 最佳服裝造型設計 | 《九龍城寨之圍城》     | 獲獎 |